# Грб Свалбарда
Грб Свалбарда је незванични хералдички симбол аутономног региона под суверенитетом Норвешке, Свалбарда. Овај архипелаг нема званично усвојен грб, већ лого норвешког гувернера за регион (који се користи од 2008) у служби је као грб самог региона.
Осим овог логоа, Норвешке поште су за регион Свалбарда раније користиле неколико других визуелних рјешења. Такође, туристичка организација Свалбарда има свој властити визуелни лого.

## Опис грба
Плави штит на коме је сребреном бојом осликана мапа региона и исписано име „SVALBARD”, обликован је изнад са сјеверном хемисфером изнад које сферично стоји натпис „Sysselmannen”, што значи управник или гувернер.